# Најуха Тојода
Најуха Тојода (јап. 豊田 奈夕葉; 15. септембар 1986) бивша је јапанска фудбалерка.

## Репрезентација
За репрезентацију Јапана дебитовала је 2004. године. Са репрезентацијом Јапана наступала је на Светском првенству (2007). За тај тим одиграла је 22 утакмице.

## Статистика
| Јапан  | Јапан | Јапан |
| Год.   | Ута.  | Гол.  |
| ------ | ----- | ----- |
| 2004   | 1     | 0     |
| 2005   | 4     | 0     |
| 2006   | 0     | 0     |
| 2007   | 8     | 0     |
| 2008   | 4     | 0     |
| 2009   | 2     | 0     |
| 2010   | 3     | 0     |
| Укупно | 22    | 0     |